# Дзупа инглезе
Дзупа инглезе (на италиански: zuppa inglese, букв. „английска супа“) е италиански десерт с лъжица, приготвен с крем Пастичера и пандишпан, напоен с ликьори като Алкермес, Розолио, Амарето или ром. Добре познат в Италия, той е широко разпространен в регионите Емилия-Романя, Лацио, Марке, Тоскана, Умбрия и Абруцо. Във всеки регион има вариации на основната рецепта.

## Вид и варианти
Десертът се приготвя чрез застъпване на слоеве пандишпан или бишкоти, напоени с различни ликьори, със слоеве крем Пастичера. Използваният ликьор обикновено е Алкермес, който освен вкуса придава на десерта и червен цвят. Понякога се приготвя в прозрачна тава, за да може оцветяването да се вижда в различни оцветени слоеве. След това сладкишът се съхранява в хладилник, за да придобие компактност и обикновено се сервира студен.
Това е десерт, който има някои вариации. В допълнение към крем Пастичера понякога се използва и шоколадов крем, който по този начин допринася не само за вкуса, но и за по-цветното представяне на този сладкиш. В някои рецепти се появява конфитюр от кайсии, много обичан от сладкарите от XIX век, а в други - плодови компоти. Други рецепти приготвят сладкиша с кафе, приближавайки го по някакъв начин до тирамису. Има и такива, които добавят щипка канела.
В Романя и Ферара вместо пандишпан с използват тънки резени от местната ciambella или brazadèla – типичният и прост традиционен тестен десерт подобен на чамбела (поничка), но с формата на сплескан хляб. Вариант от района между Модена и Ферара, вероятно разпространен през 1960-те години, вижда използването на ментов сироп, добавен към традиционната алкохолна смес.
В турската кухня има десерт, наречен supangle (soup anglais, т.е. „английска супа“ от френски), който обаче, тъй като е шоколадов пудинг, не е сравним с Дзупа инглезе.

## История
Дзупа инглезе несъмнено е италиански десерт, но произходът и етимологията на името му са изключително съмнителни и няма документация за това. Въпреки това има няколко легенди, свързани с неговото раждане, в които изобретението се приписва на различни региони на Италия или на някои европейски народи. Името се появява още в края на XIX век в „библията" на италианската кухня, написана от Пелегрино Артузи: „Науката в кухнята и изкуството да се храниш добре“ (La scienza in cucina e l'arte di mangiar bene). Рецептата е под номер 675.
Разпространението му е засвидетелствано от XIX век в поне три италиански региона: Емилия-Романя, Марке и Тоскана.
- Повече от век той се приготвя в кухнята на Емилия-Романя в районите на Болоня, Парма, Пиаченца, Модена, Ферара, Реджо Емилия и Равена.[9]
- В регион Марке и по-специално в град Анкона употребата на този десерт също е документирана от средата на XIX век. Английските пътешественици в Марке са много изненадани от името, тъй като никога не са виждали този десерт у дома. Интересно е обяснението, което те получават от италианците, а именно, че терминът „Английски“ е бил замислен като синоним на „любител на алкохола“, какъвто са били считани англичаните, тъй като рецептата изисква използването на ликьори.[10]
- В Тоскана Дзупа инглезе също е широко разпространен поне от XIX век: Пелегрино Артузи чувства необходимостта да информира тосканците за разликата между крема, който обикновено приготвят, и крем Пастичера, необходим за приготвянето на десерта,[8] описвайки тосканската рецепта по-подобна на днешната в чаша а не като торта във форма, което е неговата рецепта.

### Хипотеза за френски произход
Някои от легендите за името декларират, че то всъщност е измислено на френска земя между XIV и XV век по време на Стогодишната война и именно за да се подиграят на английския съперник, десертът е наречен „Английска супа“. Тези източници не са доказани, но някои намеци за тази легенда присъстват в писанията от онова време. Факт е, че тази рецепта не се среща във френската кухня от онова време и затова трябва да се счита за легенда. 

### Хипотеза за английски произход
Според някои името му издава произхода му от богатата и креативна британска кухня от елизабетинската епоха между XVI и XVII век. В този случай Дзупа инглезе е еквивалент на сладкиша трайфъл (Тrifle), първоначално направен от основа от меко втасало тесто, напоено със сладко вино (запарки, след това Мадейра, портвайн или подобни), обогатено с парченца плодове или горски плодове, и покрито с яйчен крем и сметана или с млечен крем (double cream). Изглежда, че трайфъл-ът е начин за използване на остатъците от богатите ястия от онова време. Терминът обозначава понастоящем английското „дреболия“. Днешната версия на трайфъл, традиционно компрометирана от строгостта на пуританството и трудностите на индустриалната революция, понякога се приготвя с нещо като крем без яйца (bird's Custard) вместо с крем Пастичера и плодов желатин (fruit jelly) с обикновено нисък алкохолен запас.
Друга хипотеза, която напомня за английския произход, е още по-точна: сър Чарлз О'Конър измисля тази рецепта през XVI век за своята кралица. Впоследствие е поканен в двора на Есте и предлага този десерт с голям успех: оттук и неговото име и последвалото му разпространение в Емилия, адаптирайки рецептата към италианския вкус и към наличните съставки. Тази последна теория е свързана с хипотезата за емилианския му произход.

### Хипотеза за емилиански произход
Според тази хипотеза произходът на италианския десерт е поставен през XVI век в двора на херцозите Д'Есте като преработка на англосаксонския ренесансов десерт трайфъл, смятан донякъде за майка на всички сладкиши, направена с крем и пандишпан, всичко това напоено с алкохолни напитки (напр. шери от Кадис). Търговските и дипломатическите контакти с британския кралски дом са чести и според тази хипотеза именно завръщащ се от Лондон дипломат моли придворните готвачи да опитат отново трайфъл.
При различните опити рецептата е преработена първо със замяна на английското втасало тесто с чамбела (поничка) без дупка, често срещана в района на Емилия (във Ферара е brazadèla, в Модена е bensòun). Тази поничка се консумира с варена и много сладка гроздова шира – саба. Според ренесансовата теза, може да се предположи, че приготвянето става обичайно и че за да го изведе в ранга на благороден десерт, а не толкова народен като английския му братовчед, е допълнително усъвършенстван чрез замяна на десерта от Емилия с пандишпан и сметаната с крем Пастичера. С течение на времето този модифициран десерт получава името „трайфъл“.
Наличието на два ликьора като Алкермес и Розолио подкрепя ренесансовата теза, тъй като и двата са със средновековен произход. Запарките от цветя вече са на мода в Късното средновековие. Алкермес от друга страна вероятно следва повторното отваряне на търговските пътища с арабите, от които е внесена съставката, която го прави червен: кармин. Името всъщност произлиза от al-qirmiz, което означава „кармин“. През Ренесанса и двата са известни и широко използвани, но запазват значението си до XIX век.
Дзупа инглезе по-късно е разпространен от Винченцо Аньолети – римски сладкар, който работи в херцогския двор на Парма в началото на XIX век. Според друга хипотеза е наречен така не поради английския си произход, а защото в него се използва ром – ликьор, традиционен за британския флот; може би обаче този сладкар изобретява Дзупа инглезе, преработвайки една традиционна рецепта за района – тази за марангоне, добавяйки ром. След това ромът е заменен или съпътстван от Алкермес, по-евтин заради националното производство и по-приятен за окото поради яркочервения си цвят.

### Хипотеза за тосканския произход
Според тази хипотеза Дзупа инглезе е измислен от прислужница на английско семейство, живеещо по хълмовете на Фиезоле. Тази тосканска селянка, привикнала от поколения да не изхвърля нищо, останало на масата, не може да изхвърли продуктите, неизядени на закуска, особено бисквитите. В желанието си да спести пари дори в дома на тези, които нямат нужда от тях, прислужницата решава да използва тази „божия благодат“ и да смеси остатъците от бисквити, крем (английският крем се прави без брашно, докато кремът Пастичера е винаги с брашно) и шоколадов пудинг. Тъй като вчерашните бисквитки са изсъхнали, тя ги напоява със сладко вино, за да омекнат. Единственият елемент, който подкрепя на тази хипотеза, е наличието на какао, често срещано явление през XVII век.
Друга хипотеза, която напомня за тосканския произход, е тази, която твърди, че Дзупа инглезе е от сиенски произход, тъй като е изобретена с името Zuppa del Duca („Херцогска супа“) през юли 1552 г. в чест на херцог Иполито да Кореджо, когото Козимо I Медичи праща в Сиена, за да ходатайства между сиенците и испанците, които воюват помежду си. В началото на XIX век Дзупа дел Дука пристига от Сиена във Флоренция, където става един от специалитетите на кафене „Доней“, много популярно сред англичаните, живеещи във Флоренция, които оценяват десерта толкова много, че той е преименуван на „Английска супа“.
Други хипотези за сиенския произход на десерта са свързани с херцога на Амалфи, министър в Сиена на Карл V през първата половина на XVI век, който предпочита този десерт пред всички останали.
Пелегрино Артузи в неговата „Наука в кухнята и изкуството да се храниш добре“ в рецепта номер 675 дава неговата версия.

### Хипотеза за неаполитански произход
В Неапол, по време на Неаполитанската република, адмирал Франческо Карачоло е победен от адмирал Нелсън. Крал Фердинанд I, на когото англичаните връщат трона, иска да ги почете, като прави празненство в чест на английския адмирал. Когато идва време за сервиране на десерта, който готвачът приготвя с остатъци от сухи сладкиши, ром и крем Пастичера, икономът казва на сервитьора: „Донеси тази английска супа!“. Един вариант твърди, че десертът е приготвен в последния момент, за да замени този, изпуснат на пода от непохватен сервитьор.

### Хипотеза за римски произход
Известната авторка на готварския наръчник от 1929 г. „Талисман на щастието“ (Talismano della felicità) Ада Бони предпочита римския произход на десерта. Тази хипотеза се подкрепя и от многото римски текстове за готварство и сладкиши, които включват Дзупа инглезе сред типичните римски десерти.